# Lorenzo Caleppi
Lorenzo Caleppi (né le 29 avril 1741 à Cervia, dans l'actuelle province de Ravenne, en Émilie-Romagne, alors dans les États pontificaux et mort le 10 janvier 1817 à Rio de Janeiro, au Brésil) est un cardinal italien du XIXe siècle.

## Biographie
Lorenzo Caleppi exerce diverses fonctions au sein de la Curie romaine. Il négocie en 1797 le traité de Tolentino.  En 1801, il est nommé archevêque titulaire de Nisibis (de), avant d'être envoyé comme nonce apostolique au Portugal (en) en 1802. 
Après l'invasion du Portugal par les Français en 1808, il part pour le Brésil avec la famille royale des Bragance. Le pape Pie VII le crée cardinal lors du consistoire du 8 mars 1816, mais il meurt au Brésil avant de recevoir son titre.

## Succession apostolique
Lorenzo Caleppi a ordonné les évêques suivants :
- Évêque Joaquim Maria Mascarenhas Castelo Branco (pt) (1803)
- Évêque Vicente Alexandre de Tovar (pt) (1803)
- Archevêque Francisco de São Dâmaso Abreu Vieira (pt), O.F.M.Obs. (1805)
- Évêque Vasco José de Nossa Senhora da Boa Morte Lobo (pt), C.R.S.A. (1806)